# Ivánc
Ivánc es un pueblo ubicado en el distrito de Körmend, en el condado de Vas, Hungría.

## Superficie
Posee una superficie de 17,14 kilómetros cuadrados.

## Demografía
Hasta 2019 la población era de 678 habitantes, con una densidad de población de 39,56 habitantes por kilómetro cuadrado.